# Cartoon Darkness
Albums de Amyl and the Sniffers
Comfort to Me
(2021)
Cartoon Darkness est le troisième album studio du groupe de pub rock et punk rock australien Amyl and the Sniffers. Il est sorti le 25 octobre 2024 sur B2B Records et Virgin Music. 

## Historique
C'est le premier album studio du groupe depuis Comfort to Me en 2021.
L'album est enregistré à Los Angeles par Nick Launey (qui a notamment enregistré Nick Cave & The Bad Seeds, Yeah Yeah Yeahs), aux 606 Studios. Treize titres sont publiés.
L'album a été précédé par les singles et les clips de "U Should Not Be Doing That", "Chewing Gum", "Big Dreams" et "Jerkin'". Le clip de « Jerkin' » a été publié sur le site Web du groupe en raison de sa nudité explicite tout au long de la vidéo. Une clause de non-responsabilité a été émise pour que le visionnage soit réservé aux adultes à partir de 18 ans. Une version censurée a également été publiée sur YouTube.
Il est sorti le 25 octobre 2024 sur B2B Records et Virgin Music.
Aux J Awards 2024, l'album a été nommé pour l'album australien de l'année. L'album a été nommé pour le Prix de musique australienne 2024.

## Contexte
La chanteuse Amy Taylor a déclaré à propos de l'album :
Cartoon Darkness parle de crise climatique, de guerre, d'IA, des précautions en politique et de la sensation des gens de se faire du bien en s'exprimant en ligne alors que nous ne faisons que nourrir la bête de données de Big Tech, notre dieu des temps modernes. Ca parle de notre génération nourrie d’informations à la petite cuillère. Nous ressemblons à des adultes, mais nous sommes des enfants toujours enfermés dans une coquille. Nous absorbons tous passivement des distractions qui ne provoquent même pas de plaisir, de sensation ou de joie, elles provoquent juste un engourdissement. Cartoon Darkness fonce tête baissée vers l'inconnu, vers cette esquisse menaçante d'un futur qui semble terrible mais qui n'existe même pas encore. Une obscurité enfantine. Je ne veux pas rencontrer le diable à mi chemin et regretter ce que nous avons actuellement. L'avenir est un dessin animé, la prescription est sombre, mais c'est une nouveauté. C'est juste une blague. C'est amusant

## Réception critique
Selon l'agrégateur de critiques Metacritic, Cartoon Darkness a reçu une « acclamation universelle » sur la base d'un score moyen pondéré de 81 sur 100 à partir de 15 notes de critiques.

### Listes de fin d'année
| Publication/critique | Accolade                    | Rang | Ref.   |
| -------------------- | --------------------------- | ---- | ------ |
| BBC Radio 6 Music    | 26 albums de l'année 2024   | -    | [ 15 ] |
| MOJO                 | 75 meilleurs albums de 2024 | 34   | [ 16 ] |
| Rough Trade UK       | Albums de l'année 2024      | 7    | [ 17 ] |

Les critiques francophones sont également positives.
Felix Delamare écrit ainsi dans Mowno : « Cartoon Darkness sonne riche, désordonné et complexe, comme le quotidien du quatuor. Un entrelac de fosses explosives, de folie intense, de remises en question et de déconnexion face aux réalités du monde ».
Les Oreilles Curieuses écrit : « En brouillant les pistes entre riot grrl, punk-rock, hard-rock et pub rock, Amyl and The Sniffers continue de nous étonner avec cette folie explosive et cette fougue volontairement désordonnée et complexe avec ce Cartoon Darkness annonçant de nouveaux horizons pour le quatuor australien ».
Eric Debarnot écrit dans Benzine : « Amyl and the Sniffers frappent à nouveau fort avec Cartoon Darkness, leur troisième album, qui, dès les premières secondes, plonge l’auditeur dans un flot d’énergie brute, typique du punk rock du groupe australien… Non sans aller occasionnellement explorer avec bonheur d’autres formes musicales… »
L'album obtient la note moyenne de 6,9 sur 10 sur SensCritique.

### Classements hebdomadaires
| Classement (2024)                 | Meilleure place |
| --------------------------------- | --------------- |
| Allemagne (Media Control AG)      | 9               |
| Australie (ARIA)                  | 2               |
| Autriche (Ö3 Austria Top 40)      | 37              |
| Belgique (Flandre Ultratop)       | 63              |
| Belgique (Wallonie Ultratop)      | 144             |
| Écosse (OCC)                      | 8               |
| Espagne (Promusicae)              | 51              |
| États-Unis (Billboard 200)        | 196             |
| France (SNEP)                     | 55              |
| Nouvelle-Zélande (RIANZ)          | 17              |
| Portugal (AFP)                    | 136             |
| Royaume-Uni (UK Albums Chart)     | 9               |
| Royaume-Uni (Rock & Metal Albums) | 1               |
| Suisse (Schweizer Hitparade)      | 45              |

## Liste des pistes
Toutes les paroles sont écrites par Amy Taylor..
| Cartoon Darkness track listing | Cartoon Darkness track listing | Cartoon Darkness track listing | Cartoon Darkness track listing | Cartoon Darkness track listing | Cartoon Darkness track listing | Cartoon Darkness track listing | Cartoon Darkness track listing | Cartoon Darkness track listing | Cartoon Darkness track listing |
| No                             | Titre                          | Durée                          |                                |                                |                                |                                |                                |                                |                                |
| ------------------------------ | ------------------------------ | ------------------------------ | ------------------------------ | ------------------------------ | ------------------------------ | ------------------------------ | ------------------------------ | ------------------------------ | ------------------------------ |
| 1.                             | Jerkin'                        | 2:08                           |                                |                                |                                |                                |                                |                                |                                |
| 2.                             | Chewing Gum                    | 3:20                           |                                |                                |                                |                                |                                |                                |                                |
| 3.                             | Tiny Bikini                    | 2:14                           |                                |                                |                                |                                |                                |                                |                                |
| 4.                             | Big Dreams                     | 3:11                           |                                |                                |                                |                                |                                |                                |                                |
| 5.                             | It's Mine                      | 1:37                           |                                |                                |                                |                                |                                |                                |                                |
| 6.                             | Motorbike Song                 | 2:24                           |                                |                                |                                |                                |                                |                                |                                |
| 7.                             | Doing in Me Head               | 3:01                           |                                |                                |                                |                                |                                |                                |                                |
| 8.                             | Pigs                           | 2:23                           |                                |                                |                                |                                |                                |                                |                                |
| 9.                             | Bailing on Me                  | 2:41                           |                                |                                |                                |                                |                                |                                |                                |
| 10.                            | U Should Not Be Doing That     | 3:26                           |                                |                                |                                |                                |                                |                                |                                |
| 11.                            | Do It Do It                    | 2:26                           |                                |                                |                                |                                |                                |                                |                                |
| 12.                            | Going Somewhere                | 2:49                           |                                |                                |                                |                                |                                |                                |                                |
| 13.                            | Me and the Girls               | 2:08                           |                                |                                |                                |                                |                                |                                |                                |
| 33:48                          |                                |                                |                                |                                |                                |                                |                                |                                |                                |

## Personnel
Amyl and the Sniffers
- Amy Taylor – chant
- Declan Mehrtens – guitare, claviers, choeurs
- Gus Romer – basse, chœurs
- Bryce Wilson – batterie, chœurs

Contributeurs supplémentaires
- Nick Launay – production, enregistrement, mixage
- Bernie Grundman – Mastering
- Oliver Roman – Ingénierie complémentaire
- Charlie LoPresti – assistance studio
- Jerred Polacci – assistance au studio
- Atom Greenspan – déformation sonore supplémentaire
- Harry Cooper – saxophone sur « Tu ne devrais pas faire ça »
- Barnaby Clay – harpe sur « Moi et les filles »
- John Stewart – photographie
- Olivia Jaffe – assistance à la photographie
- Thomas Ronnie – œuvre d'art